# Kulturschock

Kulturschock

Der Begriff Kulturschock bezeichnet den schockartigen Gefühlszustand, in den Menschen verfallen können, wenn sie mit einer fremden Kultur zusammentreffen. Der Begriff culture shock wurde 1951 von der US-amerikanischen Anthropologin Cora DuBois eingeführt. Kalervo Oberg erweiterte diesen Begriff, um ihn allgemeiner anzuwenden, und führte eine Theorie basierend auf vier Phasen ein (Honeymoon-Phase, Krise, Erholung und Anpassung). Obergs Theorie wurde später mit dem U-Modell des norwegischen Soziologen Sverre Lysgaard (1955) visualisiert, das von den amerikanischen Psychologen John T. und Jeanne E. Gullahorn um das W-Modell erweitert wurde (1963).
Der Begriff Kulturschock (culture shock) beschreibt einerseits den schockartigen Sturz aus der Euphorie in das Gefühl, fehl am Platze zu sein (Zeitpunkt). Zum anderen verwendet Oberg das Wort auch für den gesamten Prozess der Krise, die ein Mitglied einer Kultur beim Einleben in einer anderen Kultur (Akkulturation) durchlaufen kann (Zeitdauer).
Kulturschock ist heute auch ein Aspekt im Studium der interkulturellen Kommunikation und die Vermeidung bzw. Abmilderung des Kulturschocks eine Zielstellung des Interkulturellen Lernens.

## Ursachenfaktoren nach Taft
Der australische Psychologe Ronald Taft stellte 1977 die folgenden Ursachenfaktoren für einen Kulturschock auf:
1. Stress aufgrund der Belastung, die notwendigen psychischen Anpassungsleistungen zu erbringen;
2. ein Gefühl des Verlustes in Bezug auf Freunde, Status, Beruf und Besitztümer;
3. ein Gefühl der Ablehnung, weil man sich von Mitgliedern der neuen Kultur abgelehnt fühlt oder diese selbst ablehnt;
4. Verwirrung über die eigene Rolle, über die Rollenerwartungen anderer, über Werte, über die eigenen Gefühle und die eigene Identität;
5. Überraschung, Angst und Empörung, nachdem man sich des vollen Ausmaßes der kulturellen Unterschiede bewusst wird;
6. Ohnmachtsgefühl, weil man meint, mit der neuen Umgebung nicht zurechtzukommen.

## U-Modell nach Lysgaard
Der norwegische Soziologe Sverre Lysgaard entwarf 1955 ausgehend von Kalervo Obergs Theorie das sogenannte U-Modell. In diesem Modell wird nicht der punktuelle Schock beschrieben, sondern der länger andauernde Prozess der kulturellen Anpassung. Dabei verläuft die Zeit auf der horizontalen Achse, das Wohlbefinden wird auf der vertikalen Achse eingetragen. Mit „U“ ist die graphische Form beschrieben, die die Kurve annehmen kann. Lysgaard interviewte norwegische Auslandsstipendiaten und stellte fest, dass Stipendiaten mit einer Aufenthaltsdauer von 6–18 Monaten sich als schlechter angepasst beschrieben als Stipendiaten mit kürzerer oder längerer Aufenthaltsdauer. Hieraus entwickelte er die folgenden fünf Phasen:

### Honeymoon-Phase
Während dieser Zeit werden die Unterschiede zwischen der alten und der neuen Kultur nahezu romantisiert und als wunderbar und neu empfunden, vergleichbar mit den Flitterwochen (engl. Honeymoon). Zieht jemand zum Beispiel in ein anderes Land, so genießt die Person das fremde Essen, die andersartige Architektur und wie die Menschen leben. In den ersten Wochen sind die meisten Menschen von der neuen Kultur fasziniert. Eine Phase der Beobachtung, die voll von neuen Entdeckungen ist.

### Krise / Schock
Kulturelle Unterschiede fallen stärker auf und die Störung der Vertrautheit und Vorhersehbarkeit von interkulturellen Begegnungen wird als belastend empfunden. Es fällt einem auf, was alles nicht so ideal ist in der „neuen“ Kultur und man tritt häufiger in Fettnäpfchen. Typisch ist der (ethnozentrische) Gedanke „zu Hause wird das besser gemacht“. Sprachliche Barrieren und mangelnde Kenntnisse über kulturelle Hintergründe spielen dabei häufig eine Rolle.

### Erholung
Man entwickelt Verständnis für die Handlungsweisen, die von der Heimatkultur abweichen, und lernt mit ihnen umzugehen.

### Anpassung
Die Person passt sich an die neue Kultur an. Sie versteht die Kultur und übernimmt teilweise sogar Verhaltensmerkmale der Fremdkultur.

### Kritik am U-Modell
Das Modell wird heutzutage zwar immer noch angewendet, jedoch wegen schwacher empirischer Bestätigung vor allem als Orientierungsmodell und nicht als Prädiktor gesehen. Insbesondere ist fraglich, ob die von Lysgaard entworfene Zeitspanne des Kulturschocks gültig ist und wie weitere Kontextfaktoren die individuellen Anpassungsverläufe beeinflussen.

## W-Modell
Mit dem sogenannten W-Modell wird das U-Modell um die Phase der Rückkehr in die Herkunftskultur erweitert. Da diese Reintegration ähnlich verlaufen kann wie die Phase der Emigration bzw. Akkulturation, liegen hier zwei U-Modelle hintereinander, oder eben (aufgrund der graphischen Ähnlichkeit) in Form eines W-Modells. Zur Abgrenzung des Schocks, der bei der Heimkehr entstehen kann, vom Schock in der Fremdkultur, wird ersterer Eigenkultur-Schock genannt.

### Eigenkultur-Schock
Das Phänomen des Eigenkultur-Schocks (auch „umgekehrter Kulturschock“, reverse culture shock, re-entry shock) beschreibt das Phänomen eines Kulturschocks bei der Rückkehr aus einer fremden Kultur in die eigene Heimat. Dieser kann dabei heftiger sein als bei Eintreten in die fremde Kultur, da die Notwendigkeit einer Reintegration in die eigene Kultur in der Regel eine unerwartete psychologische Erfahrung darstelle.

## Psychodynamische Betrachtungen
Salman Akhtar beschrieb die Identitätsentwicklung in der Migration als dritte Individuation. Als erste Phase der Separation-Individuation zählt er die Ablösung von der Mutter wie sie Margret Mahler beschrieben hat. Dieser Phase folgt in der Adoleszenz ein zweiter Individuationsprozess. Eine Migration erfordere eine neue Organisation der eigenen Identität im Sinne einer dritten Individuation. Akhtar sieht eine phänomenologische Ähnlichkeit der Migration mit den beiden vorhergehenden Phasen, auch wenn erwachsene Migranten bereits wesentliche Schritte ihrer psychischen Entwicklung abgeschossen haben. In diesem psychischen Prozess würden sowohl auf die Heimat- als auch auf die Aufnahmekultur Elternimagines übertragen. So wie die abwechselnde Idealisierung des mütterlichen und väterlichen Objekts, würde auch die Heimat- und Aufnahmekultur abwechselnd idealisiert, bis anstelle der Idealisierung eine realistischere ambivalente Haltung gegenüber beiden Kulturen eingenommen werden könne. Eine Entwicklungsaufgabe sei dabei, die eigene Nähe und Distanz zu den Kulturen zu regulieren.

## ICD-10 Klassifikation
Migranten haben in der Phase der kritischen Anpassung eine erhöhte Vulnerabilität für psychische Erkrankungen. Es gibt verschiedene Möglichkeiten den Kulturschock entsprechend der Internationalen Klassifikation der Krankheiten (ICD-10) zu codieren:
- Unter F43.2 wird der „Kulturschock“ explizit als ein möglicher Auslöser für eine Anpassungsstörung genannt.[14]
- Unter Z60 werden Schwierigkeiten bei der kulturellen Eingewöhnung klassifiziert.

Im Zusammenhang mit Migration würden laut Assion 2005 häufiger Depressionen, psychosomatische Beschwerden und posttraumatische Belastungsreaktionen beobachtet. Bei Schizophrenien, Intelligenzminderungen und Demenzen werde durch Migration die Ausprägung, der Verlauf und die Therapieoptionen beeinflusst.

## Verwandte Themen
- Anpassungsstörung
- Interkulturelle Kompetenz
- Interkulturelle Kommunikation
- Trauer#Trauer und Trauern (auch die Trennung von der Heimat betreffend)